# Rhopalaea piru
Rhopalaea piru är en sjöpungsart som beskrevs av Monniot 1987. Rhopalaea piru ingår i släktet Rhopalaea och familjen Diazonidae. Inga underarter finns listade i Catalogue of Life.